# Datura velutinosa
Datura velutinosa är en potatisväxtart som beskrevs av V. Fuentes. Datura velutinosa ingår i släktet spikklubbor, och familjen potatisväxter. Inga underarter finns listade i Catalogue of Life.